# Ctenotus vagus
Ctenotus vagus (нерівносмугий гребневухий сцинк) — вид сцинкоподібних ящірок родини сцинкових (Scincidae). Ендемік Австралії.

## Поширення й екологія
Нерівносмугі гребневухі сцинки мешкають у регіоні Кімберлі в Західній Австралії, де спостерігалися в національних парках Драйсдейл-Рівер та Пурнулулу. Вони живуть на сухих спініфексових луках.